# Набигандж
Набига́ндж (бенг. নবীগঞ্জ, англ. Nabiganj) — город на востоке Бангладеш, административный центр одноимённого подокруга. Площадь города равна 2,93 км². По данным переписи 2001 года, в городе проживало 19 243 человека, из которых мужчины составляли 51,36 %, женщины — соответственно 48,64 %. Плотность населения равнялась 6568 чел. на 1 км². Уровень грамотности взрослого населения составлял 26,4 % (при среднем по Бангладеш показателе 43,1 %). 